# 軽迫撃砲
軽迫撃砲（けいはくげきほう）は、迫撃砲の種別。

## 一覧

### 日本
- 軽迫撃砲（制式名称）、オーストラリアではジャパニーズ迫撃砲と呼ばれた。
- 八九式重擲弾筒
- 九〇式軽迫撃砲：重迫撃砲に対する相対的な名称であり、口径は150mmと大きい。
- 九四式軽迫撃砲
- 九七式軽迫撃砲

### イギリス
- SBML 2インチ迫撃砲
- L9A1 51mm 軽迫撃砲

### イタリア
- ブリクシア モデル 35 迫撃砲

### オーストリア
- 8cmルフトミーネンヴェルファーM15

### チェコ
- 60mm軽迫撃砲MK98ANTOS

### ドイツ
- 5 cm leGrW 36

### フランス
- LGI Mle F1

### ポーランド
- 46mm迫撃砲wz.36

### ロシア（ソビエト連邦を含む）
- 37mm軽迫撃砲
- 50mm軽迫撃砲RM-38
- 50mm軽迫撃砲RM-41

### アメリカ
- M2 60mm 迫撃砲
- M19 60mm 迫撃砲
- M224 60mm 迫撃砲